# 反恐戰場
是一部2007年美國動作驚悚片，由彼得·柏格執導，傑米·福克斯、克里斯·庫柏與珍妮佛·嘉納等人主演。電影背景設定於沙烏地阿拉伯，其劇情大致根據1996年的寇巴爾大樓爆炸案與2003年的利雅德社區爆炸案改編而成。該片於2007年9月28日在美國上映。

## 劇情
在沙烏地阿拉伯首都利雅德的一處美國石油公司員工社區中，居民正在進行一場壘球比賽。此時，蓋達組織恐怖份子引爆了藏於社區中的炸彈，造成大量美國人與沙烏地阿拉伯人傷亡。一組恐怖份子劫持了一輛汽車並駕車掃射逃命的居民，另一位身著假冒警察制服的自殺炸彈客引爆了身上的炸彈，炸死其周遭所有的民眾。沙烏地阿拉伯國家警察警官黑森（Haytham）擊斃了劫車者。美國聯邦調查局派駐於沙國的法務代表法蘭西斯·曼納（Francis Manner）探員聯繫他的美國同事特別探員隆納·弗洛瑞（Ronald Fleury），知會後者攻擊一事。隨後，曼納在與外交安全勤務局探員雷克斯·布拉（Rex Bura）討論狀況時，一輛載滿炸藥的救護車引爆，造成曼納、布拉與許多現場人員身亡。
在美國華盛頓特區的聯邦調查局總部內，弗洛瑞對他的快速部署小組進行攻擊事件的簡報。雖然美國司法部與美國國務院基於安全理由拒絕讓聯邦調查局探員前往利雅德進行調查，但弗洛瑞仍然透過威脅沙特駐美國大使的方式取得了前往該國的通行證。弗洛瑞召集了醫學鑑識官珍納特·梅斯（Janet Mayes）、情報分析師亞當·李維特（Adam Leavitt）與炸彈技術專家格蘭特·賽克斯（Grant Sykes）等人一同前往該國。抵達後，弗洛瑞一行人由負責案發員工社區維安工作的沙國警隊上校法瑞斯·加茲（Faris al-Ghazi）負責接待。調查作業由隸屬於沙國國家衛隊的阿布杜爾馬利克（Al Abdulmalik）將軍指揮；但他拒絕讓弗洛瑞與其小組參與調查。
弗洛瑞一行人受沙國王子阿赫馬德·賓·卡赫拉德（Ahmed bin Khaled）的邀請前往皇宮共進晚餐。會面時，弗洛瑞說服王子給予加茲上校更多調查權限。獲得王子首肯後，調查小組被允許實地勘查案發現場與傷亡者屍體。在搜尋線索的同時，黑森警官與炸彈專家賽克斯發現了炸死曼納等人的炸彈是於救護車內引爆的。弗洛瑞稍後獲悉其中一名死亡恐怖份子的兄長有能力取得救護車與沙國警察制服，加茲上校遂指派一組特勤隊前往搜查其住處，並在過程中擊斃了數名火力強大的恐怖份子。經過搜索後，調查小組發現許多線索，其中包括駐利雅德美國大使館與其他西方國家大使館的照片。不久後，美國大使館代表團副主任戴蒙·施密特（Damon Schmidt）告知弗洛瑞與其小隊他們被命令返國。
在前往哈立德國王國際機場的路上，調查小組的車隊遇襲；李維特被攻擊者拖出車外並劫走，弗洛瑞則在交火過程中擊傷了一名攻擊者。加茲上校與弗洛瑞等人徵用了一輛民用車輛追擊劫走李維特的攻擊者，並一路追趕至治安較差的蘇瓦迪地區。弗洛瑞等人下車後即遭到一名攻擊者持火箭推進榴彈攻擊。與此同時，李維特則遭恐怖份子綑綁於公寓內。 
賽克斯與黑森負責把守公寓入口，加茲、弗洛瑞與梅斯等人則沿著血跡進入公寓內，同時擊斃了數名槍手。隨後，梅斯獨自找到了被綁的李維特與準備將其處決並錄製成影片的攻擊者。梅斯殺死了餘下的恐怖份子，加茲與其他小組成員準備離開。弗洛瑞接著注意到一條延伸至公寓後方的血跡。加茲等人沿著血跡找到一名臥躺於床上的老人，並發現後者就是策動恐怖活動的主謀阿布·汗薩·馬斯瑞（Abu Hamza al-Masri）。阿布·汗薩的少年孫子隨後持槍從臥室走出來並擊中加茲的頸部；前者接著將槍口指向梅斯，迫使弗洛瑞開槍將其射殺。阿布·汗薩拿出一把突擊步槍，黑森即時將其擊斃。阿布·汗薩臨終前，另一名孫女抱住他，前者在後者的耳朵旁輕聲細語地說了些什麼。加茲不久後死於弗洛瑞的懷中。
弗洛瑞與其小組搭機返國，並因其出色的表現而獲得聯邦調查局局長詹姆斯·格雷斯（James Grace）的嘉獎。阿布·汗薩的女兒詢問她的女兒她的爺爺臨終前在她耳邊說了什麼。孫女回答：「不要怕他們，我的孩子。我們將會殺光他們。」而弗洛瑞早先亦對梅斯說過相同的話。

## 演員表
- 傑米·福克斯 飾 特別探員隆納·弗洛瑞
- 克里斯·庫柏 飾 炸彈技術專家格蘭特·賽克斯
- 珍妮佛·嘉納 飾 醫學鑑識官珍納特·梅斯
- 傑森·貝特曼 飾 情報分析師亞當·李維特
- 阿斯哈拉夫·巴爾霍姆（英语：Ashraf Barhom） 飾 沙國警隊上校法瑞斯·加茲
- 阿里·蘇利曼 飾 黑森警官
- 傑瑞米·皮文 飾 美國大使館代表團副主任戴蒙·施密特
- 李察·傑金斯 飾 聯邦調查局局長詹姆斯·格雷斯
- 提姆·麥克羅 飾 亞倫·傑克森（Aaron Jackson），員工社區居民
- 凱爾·錢德勒 飾 特別探員法蘭西斯·曼納
- 法蘭西斯·費雪（英语：Frances Fisher） 飾 伊蓮·弗勞爾斯（Elaine Flowers），記者
- 丹尼·休斯頓 飾 美國司法部長基甸·楊（Gideon Young）
- 凱利·奧柯因（英语：Kelly AuCoin） 飾 艾利斯·利區（Ellis Leach），員工社區居民

## 製作
在開始拍攝之前，導演彼得·柏格花了兩個星期前往沙烏地阿拉伯研究電影場景。正式拍攝於2006年7月10日在美國亞利桑納州鳳凰城馬里科帕縣舊法院的西部地區展開。部分場景同時在梅薩拍攝；美國員工社區的背景則係於亞利桑那州立大學理工校區取景。在部分預告片中亦可見到非沙烏地阿拉伯原生植物的巨人柱仙人掌出現在背景。
在梅薩的拍攝過程中發生了一起意外，造成劇組中一名成員喪生。2006年8月12日，導演彼得·柏格乘坐的運動型多用途車與由劇組人員尼克·帕帕克（Nick Papac）所駕駛的全地形車相撞；後者於車禍後三小時死亡。2008年8月8日，帕帕克的父母麥可·帕帕克（Michael Papac）與蜜雪兒·貝爾（Michele Bell）對導演、駕駛與製作公司提出告訴；前者隨後於同年底撤銷了告訴。拍攝作業於車禍翌日繼續進行。
劇組於2006年9月中前往阿拉伯聯合大公國首都阿布達比進行了為期兩週的實地拍攝。由於環球影業於中東並未設有辦公室，因此電影製作的作業是由一間位於杜拜、名為「Filmworks」的當地製片公司協助完成。部分拍攝作業亦於位於阿布達比的阿聯酋皇宮酒店展開。
本片的製作成本為7,000萬美元。

## 反應

### 西方媒體反應
本片獲得影評人褒貶不一的評價。在電影評論網站《爛番茄》上，本片在180篇評論中獲得了51%的新鮮度，加權平均分數為5.8/10。該網站的多數評論認為：「雖然包含了許多精采的動作場景，但本片最終仍被制式化公式與敘述不清的政治意向所拖累。」同為電影評論網站的「Metacritic」則依據37篇評論給予本片56分的評價（滿分100分）。
美國媒體《旗幟周刊》的專欄作家約翰·帕德赫羅茨則讚許本片「節奏得宜」且「非常新鮮而令人滿意」，並認為本片讓人想起《亡命快劫》、《熱天午後》與《瀝血金鷹》等電影。《紐約時報》評論家安東尼·奧利佛·史考特則稱本片是一部「老調卻又出色的電影。」他還表示：「正如《第一滴血2》是一部越戰戰後故事的華麗重塑版，《反恐戰場》也可被視為美國回應伊斯蘭恐怖主義的幻想修正版本。」《滾石雜誌》電影評論員彼得·崔佛斯在四顆星中給了本片三顆星的評價，表示「本片中的弗洛瑞根本就是約翰·韋恩。」。《澳洲人報》評論員伊凡·威廉斯（Evan Williams）稱本片是一部「出色的驚悚電影」，同時表示本片「很可能是第一部點出沙烏地阿拉伯涉及國際恐怖主義的好萊塢電影。」
《紐約郵報》評論家勞·盧曼尼克（Lou Lumenick）稱「《反恐戰場》一片給了伊斯蘭世界另一個仇視美國的理由」，並認為本片仇外且具煽動性。娛樂網站《影音俱樂部》的評論員史考特·托比亞斯（Scott Tobias）給了本片丙等的評價，批評本片透過「贏得想像的戰爭」並將美國情報系統描述得過於理想化等方式來取悅觀眾，因此是「一部令人反胃的逃避主義作品」。他認為本片訴諸觀眾「最基礎的直覺」，而且儘管片中存在一名富有感情的阿拉伯角色，全片還是充滿著種族歧視。《娛樂週刊》評論員莉莎·舒瓦茲包姆（Lisa Schwarzbaum）指責本片將觀眾「當作掏錢機器」。

### 中東媒體反應
總部位於英國倫敦的國際性阿拉伯語報紙《中東報》的媒體編輯費瑟爾·阿巴斯（Faisal Abbas）在該報的英語網站上寫道：「儘管本片的部分面向會招致少數人的批評，但多數人在看完本片後應該都會感到耳目一新，並記住阿拉伯人長久以來一直是好萊塢最愛用的反派之一。」費瑟爾總結道：「無論如何，本片絕對充滿了動作元素，而且沙國民眾與阿拉伯人可能比美國觀眾更加喜愛這部電影，因為故事背景描述的是沙烏地阿拉伯的首都……而觀眾不是每天都能看到飛車追逐的戲碼在利雅德街頭上演。對西方觀眾來說，這部電影是個可供其一窺不同文化的有趣管道。」
在英國媒體《衛報》上一篇名為《One good Arab》（直譯為一個好的阿拉伯人）的評論中，巴勒斯坦籍作者夏瑞夫·納沙西比（Sharif Nashashibi）認為本片承襲了西方電影工業一直以來誹謗阿拉伯人並將美國人塑造成英雄的傳統，唯一不同的是本片還加入了一個「象徵性的阿拉伯『好人』」來「凸顯其他阿拉伯角色都是壞人的事實。」他寫道：「電影中的其他阿拉伯角色都帶有負面色彩，從殘忍、充滿仇恨、反西方且宗教狂熱的恐怖份子，到無能、腐敗、嚴厲、神祕且官僚氣息濃厚的沙烏地官方」，對比「抱持人道主義、悲天憫人、富有同情心、決心、能力以及愛國主義的多數美國角色」。他總結道：「《反恐戰場》一片透過呈現負面刻板印象的方式來賺錢並使觀眾感到熱血沸騰；但在當今世界中散播這種無知與偏見的結果已被證明是毀滅性的。」他也對本片主要演員傑米·福克斯在喬恩·史都華主持的《每日秀》中發表的反阿拉伯言論感到不滿。

## 票房表現
本片於上映首週在全美與加拿大境內的2,733間戲院獲得1,710萬美元的票房收入，名列當週票房第二名。本片在英國的總票房收入為919,537元英鎊，大約等於190萬美元。截至2007年12月15日為止，本片在美國的票房收入據估計已達47,536,778美元，海外票房收入則為39,042,352美元；全球總票房收入則為86,579,130美元。

## 外部連結
- 官方网站
- 互联网电影数据库（IMDb）上《The Kingdom》的资料（英文）
- 爛番茄上《The Kingdom》的資料（英文）
- Metacritic上《The Kingdom》的資料（英文）
- Box Office Mojo上《The Kingdom》的資料（英文）
- AllMovie上《The Kingdom》的资料（英文）
- The Kingdom exclusive movie trailer – Times Online（页面存档备份，存于）
- Article about the banning of "The Kingdom"（页面存档备份，存于） from Babylon & Beyond, the Los Angeles Times' Middle East blog